# Caulokaempferia sikkimensis
Caulokaempferia sikkimensis är en enhjärtbladig växtart som först beskrevs av George King och John Gilbert Baker, och fick sitt nu gällande namn av Kai Larsen. Caulokaempferia sikkimensis ingår i släktet Caulokaempferia och familjen Zingiberaceae. Inga underarter finns listade i Catalogue of Life.